# Rovajärvi (sjö, lat 66,92, long 25,12)
Rovajärvi är en sjö i Finland. Den ligger i kommunen Rovaniemi i landskapet Lappland, i den norra delen av landet, 700 km norr om huvudstaden Helsingfors. Rovajärvi ligger 115,2 meter över havet. Arean är 74,5 hektar och strandlinjen är 4,14 kilometer lång. Sjön  ingår i Kemi älvs huvudavrinningsområde. 